# Nordlig gurkspindel
Nordlig gurkspindel (Araniella proxima) är en spindelart som först beskrevs av Kulczynski 1885.  Nordlig gurkspindel ingår i släktet Araniella och familjen hjulspindlar. Arten är reproducerande i Sverige. Inga underarter finns listade i Catalogue of Life.